# 9604 Беллеванзуйлен
9604 Беллеванзуйлен (9604 Bellevanzuylen) — астероїд головного поясу, відкритий 30 грудня 1991 року.
Тіссеранів параметр щодо Юпітера — 3,501.